# Netrostoma dumokuroa
Netrostoma dumokuroa is een schijfkwal uit de familie Cepheidae. De kwal komt uit het geslacht Netrostoma. Netrostoma dumokuroa werd in 1899 voor het eerst wetenschappelijk beschreven door Agassiz & Mayer. 